# Rochester (Pensilvania)
Rochester es un borough ubicado en el condado de Beaver en el estado estadounidense de Pensilvania. En el año 2000 tenía una población de 4.014 habitantes y una densidad poblacional de 2,214 personas por km².

## Geografía
Rochester se encuentra ubicado en las coordenadas 40°41′58″N 80°26′50″O / 40.69944, -80.44722.

## Demografía
Según la Oficina del Censo en 2000 los ingresos medios por hogar en la localidad eran de $30,970 y los ingresos medios por familia eran $39,805. Los hombres tenían unos ingresos medios de $28,906 frente a los $21,576 para las mujeres. La renta per cápita para la localidad era de $15,359. Alrededor del 12.2% de la población estaba por debajo del umbral de pobreza.